# Actorthia micans
Actorthia micans är en tvåvingeart som först beskrevs av Krober 1924.  Actorthia micans ingår i släktet Actorthia och familjen stilettflugor.
Artens utbredningsområde är Egypten. Inga underarter finns listade i Catalogue of Life.